# Batalha das Filipinas (1944–1945)
A Batalha das Filipinas, também conhecido como Campanha das Filipinas ou Libertação das Filipinas, foi a batalha travada entre Japão e Estados Unidos pela reconquista das Filipinas, após três anos de ocupação japonesa do país durante a Segunda Guerra Mundial.
No verão de 1944, após dois anos de batalhas no Pacífico, as forças aliadas se encontravam a cerca de 500 km a sudeste de Mindanau, a grande ilha das Filipinas localizada mais ao sul do arquipélago que forma o país, depois de retomarem dos japoneses as Ilhas Gilbert, Marianas e Carolinas. Aviões baseados em porta-aviões já há alguns meses bombardeavam as instalações inimigas nas Filipinas. As forças terrestres dos EUA e da Austrália, sob o comando do general Douglas MacArthur, comandante supremo da área do sudoeste do Pacífico, haviam isolado os japoneses na Nova Guiné, bloqueando o porto de Rabaul e capturando bases navais e aéreas pelas ilhas e atóis do Pacífico.
Com a vitória nas Ilhas Marianas (Saipan, Guam e Tinian) em julho de 1944 e nas Ilhas Palau e Morotai em setembro, os aliados cada vez mais se aproximavam do território nacional do Japão. Dos aeroportos nas Ilhas Marianas, os norte-americanos podiam pela primeira vez bombardear as ilhas japonesas partindo de bases terrestres. Apesar do Japão estar claramente perdendo a guerra, suas forças não davam nenhum sinal de capitulação ou colapso, o que fazia com que os comandantes aliados tivessem pressa em atacar os japoneses entrincheirados nas Filipinas, em Formosa e na ilha de Okinawa.

## Reconquista
Graças à fraterna e próxima relação entre as Filipinas e os Estados Unidos desde 1898, os comandantes aliados decidiram que era chegado o momento de empreender a reconquista do país, aguardado há tanto tempo pelos filipinos. Depois do general MacArthur ser obrigado a abandonar o país em março de 1942, as Filipinas caíram sob domínio do Japão, que nos quase três anos de ocupação aplicaram um duro tratamento à população nativa, cometendo diversas atrocidades contra civis e obrigando parte deles a realizar trabalho escravo.
Entre 1942 e 1944, MacArthur, baseado na Austrália, providenciou ajuda à guerrilha filipina através de submarinos e lançamentos aéreos de suprimentos e munição, que, das selvas do país, foram capazes de infligir pesados danos às tropas de ocupação, tomando o controle de grande parte da área rural, das matas e das regiões mais montanhosas, quase metade da área total do país.
Em 20 de outubro de 1944, tropas americanas com forte apoio naval e aéreo, desembarcaram nas praias da ilha de Leyte, ao norte  de Mindanao. Enquanto lutavam nas praias tentando estabelecer uma cabeça de ponte para a invasão, forças navais do Japão tentavam impedir os desembarques atacando a frota aliada na região, o que resultou na maior batalha naval da Guerra do Pacífico, com a consequente derrota japonesa, que deixou de existir como grande força naval de combate a partir dali (ver Batalha do Golfo de Leyte).
O 6° Exército Americano continuou seu avanço ilha adentro, em batalhas encarniçadas com as tropas japonesas, que recebiam reforços enviados de outras regiões das Filipinas. Com a ajuda de poderosos ataques da força aérea, os americanos conseguiram avançar através de Leyte e na ilha de Samar, ao norte. Em 7 de dezembro, as tropas chegaram à Baía de Ormoc, cortando as linhas de reforço e de suprimento dos inimigos. A partir daí, apesar de combates menores e escaramuças ainda se desenrolarem durante meses, o controle da ilha de Leyte passou a ser dos americanos.
Em 9 de janeiro de 1945, a partir da base de operações estabelecida no Golfo de Lingayen, após uma grande batalha naval, os americanos desembarcaram em Luzon - a maior das ilhas filipinas e onde se encontra a capital Manila - com um total de 175 000 homens, estabelecendo uma cabeça de praia de 20 km. Sob forte apoio aéreo, as tropas ganharam terreno na ilha, tomando o campo de pouso de Clark Field – três anos antes uma base aérea americana – 60 km ao norte de Manila, em fins de janeiro.
Outros desembarques de tropas isolaram a península de Bataan sem grandes combates enquanto pára-quedistas e tropas de assalto anfíbio retomaram a fortaleza de Corregidor após breve resistência. Sem combates prolongados, os americanos retomavam aos japoneses dois locais, Bataan e Corregidor, onde três anos antes haviam sido derrotados em sangrentas batalhas que duraram mais de quatro meses até a rendição dos aliados, iniciando o período de ocupação japonesa nas Filipinas (ver Batalha de Bataan e Batalha de Corregidor).

## Batalha de Manila
Apesar do otimismo inicial, com a chegada das tropas americanas rapidamente às cercanias de Manila, a batalha pela conquista da cidade duraria um mês e seria a maior batalha urbana de toda a guerra no Sudeste Asiático.
Considerada cidade aberta e abandonada sem luta pelos Aliados durante a primeira Batalha das Filipinas, em 1941-42, desta vez os atuais ocupantes japoneses se entrincheiraram na cidade com uma divisão de fuzileiros navais e marinheiros e obrigaram os americanos a uma luta sangrenta casa a casa, edifício a edifício, que destruiu completamente a cidade e suas preciosas construções históricas, causando a morte de mais de 20 000 soldados e o massacre de cerca de 100 000 civis, atingidos pelos bombardeios, pelo fogo cruzado e milhares assassinados pelos japoneses (ver Massacre de Manila ), na sua fúria contra os habitantes da capital, devido à frustração pela derrota que sofriam e por não terem esperança de vitória nem de saírem com vida.
A batalha terminou apenas em abril, sobre os escombros da cidade destruída, com a explosão do último reduto de defesa japonesa no Forte Drum, uma fortaleza na Baía de Manila próxima a Corregidor, que matou todos os defensores sobreviventes.

## Fim
Após a conquista de Manila e a invasão de ilha de Palawan no extremo oeste das Filipinas, as tropas norte-americanas desembarcaram em Mindanao, a última das grandes ilhas filipinas a serem tomadas, em 17 de abril. Cebu, Negros e diversas ilhas menores do arquipélago foram também ocupadas. Os combates em Mindanao e Luzon continuaram contra um inimigo derrotado como força de combate e sem esperança de vitória mas que não se rendia e, que usando da tática de se dividir em pequenos grupos, se embrenhavam nas florestas das ilhas e resistiram até junho de 1945.
Nos últimos meses da guerra, guarnições japonesas expulsas dos grandes centros continuaram a lutar em pequenos bolsões do território filipino cada vez menores devido às operações de limpeza do exército norte-americano, notadamente nas selvas, até a rendição final do Japão em 2 de setembro. Muitos não se renderam e se embrenharam nas matas mesmo depois da guerra terminada, morrendo de doenças e inanição.

## Danos humanos

### Exército e Força Aérea estadunidense
| Localização                | Mortos | Feridos | Total  | Notas |
| Leyte                      | 3 593  | 11 991  | 15 584 | [ 1 ] |
| Luzon                      | 8 310  | 29 560  | 37 870 | [ 2 ] |
| Centro e SUl das Filipinas | 2 070  | 6 990   | 9 060  | [ 2 ] |
| Total                      | 13 973 | 48 541  | 62 514 |       |

### Japoneses
| Localização                | Mortos  | Capturados | Total   | Referências |
| Leyte                      | 80 557  | 828        | 81 385  | [ 3 ]       |
| Luzon                      | 205 535 | 9 050      | 214 585 | [ 4 ]       |
| Centro e Sul das Filipinas | 50 260  | 2 695      | 52 955  | [ 2 ]       |
| Total                      | 336 352 | 12 573     | 348 925 |             |